# Brazília a 2018. évi téli olimpiai játékokon
Brazília a dél-koreai Phjongcshangban megrendezett 2018. évi téli olimpiai játékok egyik részt vevő nemzete volt. Az országot az olimpián 5 sportágban 9 sportoló képviselte, akik érmet nem szereztek.

## Alpesisí
Férfi
| Versenyző     | Versenyszám            | 1. futam      | 1. futam      | 2. futam | 2. futam | Összesítés | Összesítés |
| Versenyző     | Versenyszám            | Idő           | Hely.         | Idő      | Hely.    | Idő        | Helyezés   |
| ------------- | ---------------------- | ------------- | ------------- | -------- | -------- | ---------- | ---------- |
| Michel Macedo | Óriás-műlesiklás       | nem ért célba | nem ért célba | kiesett  | kiesett  | kiesett    | kiesett    |
| Michel Macedo | Műlesiklás             | nem ért célba | nem ért célba | kiesett  | kiesett  | kiesett    | kiesett    |
| Michel Macedo | Szuperóriás-műlesiklás |               |               |          |          | nem indult | nem indult |

## Bob
Férfi
| Versenyző                                                                     | Versenyszám | 1. futam | 1. futam | 2. futam | 2. futam | 3. futam | 3. futam | 4. futam | 4. futam | Összesítés | Összesítés |
| Versenyző                                                                     | Versenyszám | Idő      | Hely.    | Idő      | Hely.    | Idő      | Hely.    | Idő      | Hely.    | Idő        | Helyezés   |
| ----------------------------------------------------------------------------- | ----------- | -------- | -------- | -------- | -------- | -------- | -------- | -------- | -------- | ---------- | ---------- |
| Edson Bindilatti* Edson Ricardo Martins                                       | Kettes      | 50,14    | 27.      | 50,22    | 28.      | 50,35    | 29.      | kiesett  | kiesett  | 2:30,71    | 27.        |
| Edson Bindilatti* Edson Ricardo Martins Odirlei Pessoni Rafael Souza da Silva | Négyes      | 49,75    | 25.      | 49,94    | 23.      | 49,80    | 23.      | kiesett  | kiesett  | 2:29,49    | 23.        |

* – a bob vezetője

## Műkorcsolya
| Versenyző        | Versenyszám | Rövid program | Rövid program | Kűr   | Kűr   | Összesítés | Összesítés |
| Versenyző        | Versenyszám | Pont          | Hely.         | Pont  | Hely. | Pont       | Helyezés   |
| ---------------- | ----------- | ------------- | ------------- | ----- | ----- | ---------- | ---------- |
| Isadora Williams | Női egyéni  | 55,74         | 17.           | 88,44 | 24.   | 144,18     | 24.        |

## Sífutás
Távolsági
Férfi
| Versenyző     | Versenyszám | Idő     | Helyezés |
| ------------- | ----------- | ------- | -------- |
| Victor Santos | 15 km       | 47:09,9 | 106.     |

Női
| Versenyző        | Versenyszám | Idő     | Helyezés |
| ---------------- | ----------- | ------- | -------- |
| Jaqueline Mourão | 10 km       | 30:50,3 | 74.      |

## Snowboard
Snowboard cross
| Versenyző            | Versenyszám | Selejtező                | Selejtező                | Selejtező                | Selejtező                | Selejtező                | Selejtező                | Nyolcaddöntő | Negyeddöntő | Elődöntő | Döntő    | Helyezés |
| Versenyző            | Versenyszám | 1. futam                 | 1. futam                 | 2. futam                 | 2. futam                 | Jobb eredmény            | Kiemelés                 | Nyolcaddöntő | Negyeddöntő | Elődöntő | Döntő    | Helyezés |
| Versenyző            | Versenyszám | Idő                      | Hely.                    | Idő                      | Hely.                    | Jobb eredmény            | Kiemelés                 | Helyezés     | Helyezés    | Helyezés | Helyezés | Helyezés |
| -------------------- | ----------- | ------------------------ | ------------------------ | ------------------------ | ------------------------ | ------------------------ | ------------------------ | ------------ | ----------- | -------- | -------- | -------- |
| Isabel Clark Ribeiro | Női         | sérülés miatt nem indult | sérülés miatt nem indult | sérülés miatt nem indult | sérülés miatt nem indult | sérülés miatt nem indult | sérülés miatt nem indult | kiesett      | kiesett     | kiesett  | kiesett  | –        |